# Кашарари (язык)
Кашарари (Kaxararí, Kaxariri) — паноанский язык, на котором говорят на северо-западе штата Рондония у границы штата Амазонас в Бразилии, у притоков рек Абуна и Акре. Язык находится под угрозой исчезновения, но его использование в последнее время стало более активным. Некоторые носители языка также говорят на португальском языке, на котором ведётся обучение.
Словарный запас языка документирован в издании Vocabulário Kaxarari (Sousa 2004).